# Гринаць Андрій Борисович
Андрій Борисович Гринаць (1895, Голінка — 1941, РСФСР) — український військовик. Підпоручик Армії Української Держави Гетьмана Павла Скоропадського.

## Біографія
Народився в родині станового козака Голінської волості Конотопського повіту Чернігівської губернії Бориса Гринаця. Землевласник із кутка Хільківка.
Учасник Першої світової війни, після відновлення Української держави вступив до лав війська Павла Скоропадського — на заклик мобілізуватися проти диверсійних груп російських більшовиків, які орудували в районі Конотопа і, зокрема, в селі Голінка, де гетьманською вартою 1918 було страчено агента ЧК Петра Карповича Гузя.
Служив у ранзі підпоручника.
1919 демобілізувався і повернувся до Голінки, яка влітку була окупована червоними російськими військами. Разом із іншими офіцерами та козаками Армії УНР та Української Держави, які проживали у Голінці, поставлений на особливий облік Конотопської повітової ЧК РСФСР. Працював у аграрному секторі, знятий із обліку окупаційної владою 18 грудня 1923.
1941 мобілізований до сталінського війська. Направлений на протинімецький фронт углиб Московщини. Загинув в оточенні.
Рідні Андрія Гринаця 2017 проживали у селі Голінка на кутку Гудимівка.